# Tango in the Night
Tango in the Night is het veertiende studioalbum van de Brits/Amerikaanse rockband Fleetwood Mac. Het album kwam uit in het voorjaar van 1987 en stond in 1988 drie weken bovenaan de Nederlandse Album Top 100. Van dit album kwamen de bekende hits "Everywhere", "Little Lies", "Big Love" en "Seven Wonders"

## Bezetting
1. Mick Fleetwood: Drums
2. John McVie: Basgitaar
3. Lindsey Buckingham: Zang, Gitaar
4. Christine McVie: Zang, Keyboard
5. Stevie Nicks: Zang

## Tracklist
1. "Big Love" (Lindsey Buckingham) – 3:37
2. "Seven Wonders" (Sandy Stewart, Stevie Nicks) – 3:38
3. "Everywhere" (Christine McVie) – 3:41
4. "Caroline" (Buckingham) – 3:50
5. "Tango in the Night" (Buckingham) – 3:56
6. "Mystified" (C. McVie, Buckingham) – 3:06
7. "Little Lies" (C. McVie, Eddy Quintela) – 3:38
8. "Family Man" (Buckingham, Richard Dashut) – 4:01
9. "Welcome to the Room... Sara" (Nicks) – 3:37
10. "Isn't It Midnight" (C. McVie, Quintela, Buckingham) – 4:06
11. "When I See You Again" (Nicks) – 3:47
12. "You and I, Part II" (Buckingham, C. McVie) – 2:40

## Hitnotering

### NederlandseAlbum Top 100
| Hitnotering: 25-04-1987 t/m 22-04-1989 | Hitnotering: 25-04-1987 t/m 22-04-1989 | Hitnotering: 25-04-1987 t/m 22-04-1989 | Hitnotering: 25-04-1987 t/m 22-04-1989 | Hitnotering: 25-04-1987 t/m 22-04-1989 | Hitnotering: 25-04-1987 t/m 22-04-1989 | Hitnotering: 25-04-1987 t/m 22-04-1989 | Hitnotering: 25-04-1987 t/m 22-04-1989 | Hitnotering: 25-04-1987 t/m 22-04-1989 | Hitnotering: 25-04-1987 t/m 22-04-1989 | Hitnotering: 25-04-1987 t/m 22-04-1989 | Hitnotering: 25-04-1987 t/m 22-04-1989 | Hitnotering: 25-04-1987 t/m 22-04-1989 | Hitnotering: 25-04-1987 t/m 22-04-1989 | Hitnotering: 25-04-1987 t/m 22-04-1989 | Hitnotering: 25-04-1987 t/m 22-04-1989 | Hitnotering: 25-04-1987 t/m 22-04-1989 | Hitnotering: 25-04-1987 t/m 22-04-1989 | Hitnotering: 25-04-1987 t/m 22-04-1989 | Hitnotering: 25-04-1987 t/m 22-04-1989 | Hitnotering: 25-04-1987 t/m 22-04-1989 | Hitnotering: 25-04-1987 t/m 22-04-1989 |
| Week:                                  | 1                                      | 2                                      | 3                                      | 4                                      | 5                                      | 6                                      | 7                                      | 8                                      | 9                                      | 10                                     | 11                                     | 12                                     | 13                                     | 14                                     | 15                                     | 16                                     | 17                                     | 18                                     | 19                                     | 20                                     | 21                                     |
| -------------------------------------- | -------------------------------------- | -------------------------------------- | -------------------------------------- | -------------------------------------- | -------------------------------------- | -------------------------------------- | -------------------------------------- | -------------------------------------- | -------------------------------------- | -------------------------------------- | -------------------------------------- | -------------------------------------- | -------------------------------------- | -------------------------------------- | -------------------------------------- | -------------------------------------- | -------------------------------------- | -------------------------------------- | -------------------------------------- | -------------------------------------- | -------------------------------------- |
| Positie:                               | 27                                     | 14                                     | 10                                     | 7                                      | 6                                      | 5                                      | 5                                      | 4                                      | 6                                      | 7                                      | 10                                     | 11                                     | 16                                     | 17                                     | 19                                     | 19                                     | 18                                     | 20                                     | 21                                     | 25                                     | 29                                     |
| Week:                                  | 22                                     | 23                                     | 24                                     | 25                                     | 26                                     | 27                                     | 28                                     | 29                                     | 30                                     | 31                                     | 32                                     | 33                                     | 34                                     | 35                                     | 36                                     | 37                                     | 38                                     | 39                                     | 40                                     | 41                                     | 42                                     |
| Positie:                               | 37                                     | 34                                     | 41                                     | 41                                     | 40                                     | 36                                     | 31                                     | 27                                     | 21                                     | 17                                     | 10                                     | 9                                      | 10                                     | 10                                     | 9                                      | 11                                     | 10                                     | 11                                     | 11                                     | 12                                     | 12                                     |
| Week:                                  | 43                                     | 44                                     | 45                                     | 46                                     | 47                                     | 48                                     | 49                                     | 50                                     | 51                                     | 52                                     | 53                                     | 54                                     | 55                                     | 56                                     | 57                                     | 58                                     | 59                                     | 60                                     | 61                                     | 62                                     | 63                                     |
| Positie:                               | 16                                     | 19                                     | 25                                     | 28                                     | 36                                     | 46                                     | 46                                     | 31                                     | 22                                     | 13                                     | 8                                      | 3                                      | 2                                      | 2                                      | 2                                      | 2                                      | 2                                      | 1                                      | 1                                      | 1                                      | 2                                      |
| Week:                                  | 64                                     | 65                                     | 66                                     | 67                                     | 68                                     | 69                                     | 70                                     | 71                                     | 72                                     | 73                                     | 74                                     | 75                                     | 76                                     | 77                                     | 78                                     | 79                                     | 80                                     | 81                                     | 82                                     | 83                                     | 84                                     |
| Positie:                               | 2                                      | 2                                      | 2                                      | 2                                      | 2                                      | 2                                      | 3                                      | 5                                      | 5                                      | 6                                      | 6                                      | 8                                      | 10                                     | 10                                     | 12                                     | 21                                     | 24                                     | 29                                     | 42                                     | 42                                     | 56                                     |
| Week:                                  | 85                                     | 86                                     | 87                                     | 88                                     | 89                                     | 90                                     | 91                                     | 92                                     | 93                                     | 94                                     | 95                                     | 96                                     | 97                                     | 98                                     | 99                                     | 100                                    | 101                                    | 102                                    | 103                                    |                                        |                                        |
| Positie:                               | 72                                     | 72                                     | 78                                     | 79                                     | 68                                     | 55                                     | 55                                     | 62                                     | 69                                     | 72                                     | 79                                     | 79                                     | 95                                     | 96                                     | 87                                     | 83                                     | 89                                     | 95                                     | 98                                     | uit                                    |                                        |